# Yamato-Kōriyama
Yamato-Kōriyama (大和郡山市, Yamato-Kōriyama-shi) és una ciutat i municipi de la prefectura de Nara, a la regió de Kansai, Japó. Col·loquialment també és anomenada Kōriyama (郡山), tot i que de manera oficial du l'afegitó de "Yamato" per tal de diferenciar-la de la Kōriyama de la prefectura de Fukushima. Actualment (2021), Yamato-Kōriyama és el quart municipi més populós de la prefectura amb 83.671 habitants.

## Geografia

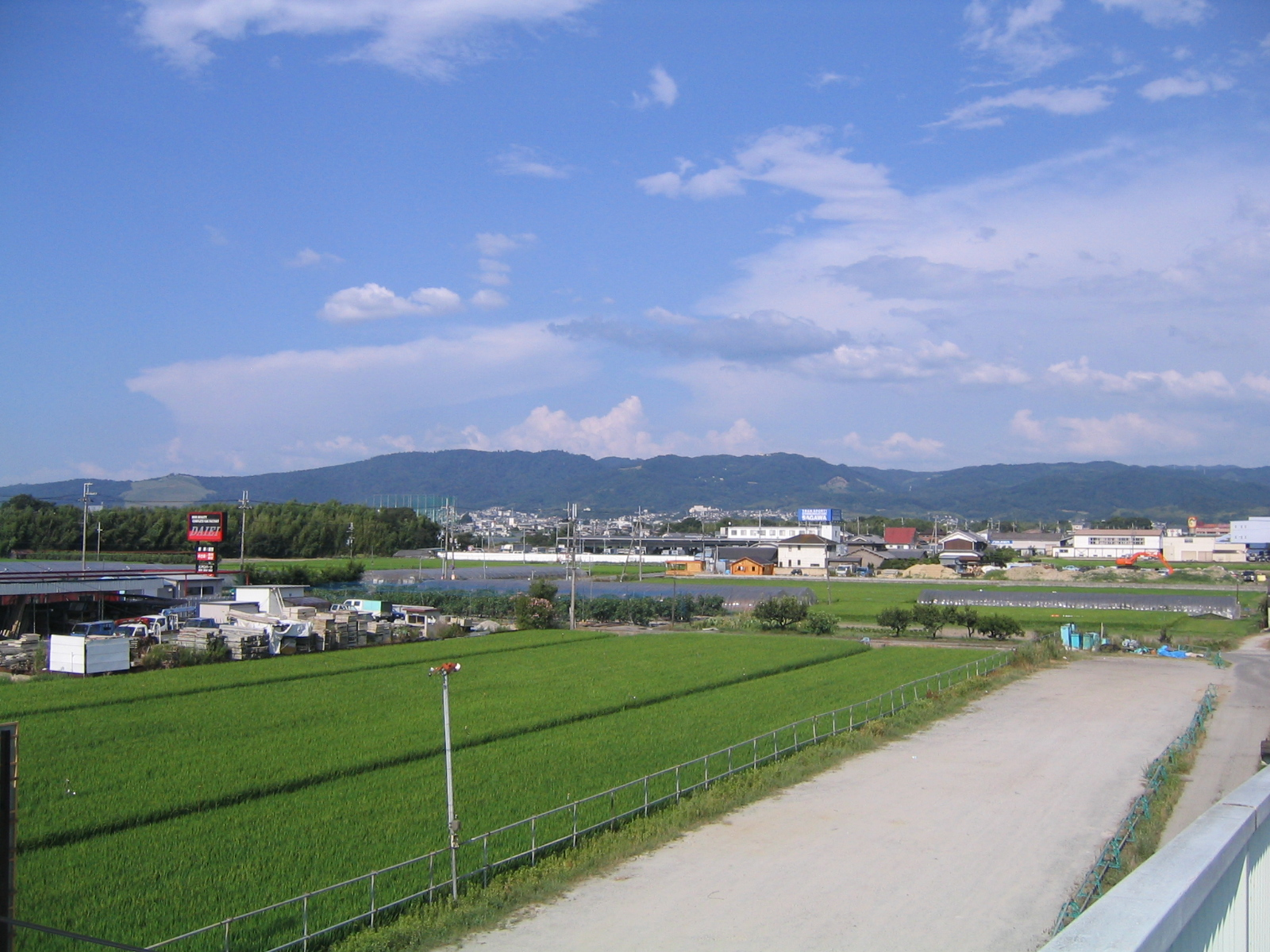
Kōriyama amb la serra de Yata al fons

La ciutat de Yamato-Kōriyama es troba localitzada al nord-oest de la prefectura de Nara (dins de la regió de Hokuwa o Yamato Nord) i està geogràficament localitzada a la foia de Nara, un territori pla on es concentra la major part de la població prefectural. Per Yamato-Kōriyama passen els rius Saho i Tomio, tots ells afluents del riu Yamato. La serra de Yata també es troba al municipi. El terme municipal de Yamato-Kōriyama limita amb els de Nara al nord; amb Tenri a l'est; amb Kawanishi i Ando al sud i amb Ikaruga i Ikoma a l'oest.

## Història

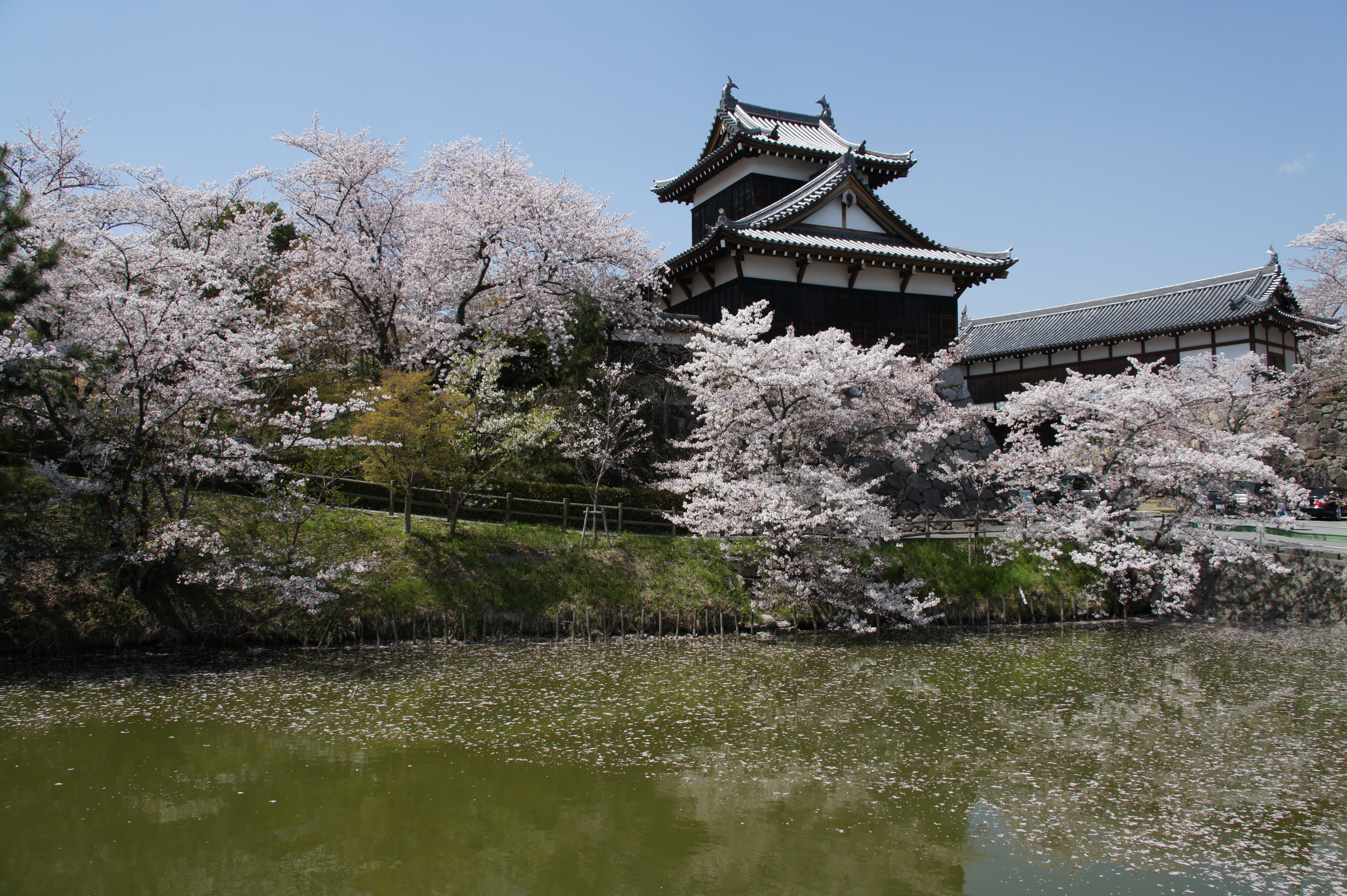
Castell de Kōriyama en primavera

Des d'almenys el període Nara fins a la fi del període Edo, el territori que actualment es coneix com a Yamato-Kōriyama va formar part de l'antiga província de Yamato, precedent de l'actual prefectura de Nara.
Després de la restauració Meiji, l'1 d'abril de 1889 diversos llogarets es fussionaren per tal de crear la vila de Kōriyama, al ja desaparegut districte de Soejimo. L'any 1897, la vila passà a formar part del districte d'Ikoma. Kōriyama va absorbir els pobles de Tsutsui el 10 de març de 1941 i Yata, Shōwa, Harumichi i Heiwa el 10 de desembre de 1953. Quan l'1 de gener de 1954 la vila assolí la qualificació legal de "ciutat", aquesta canvià el seu nom per l'actual de Yamato-Kōriyama. La ciutat va absorbir la vila de Katagiri el 31 de març de 1957.

## Administració

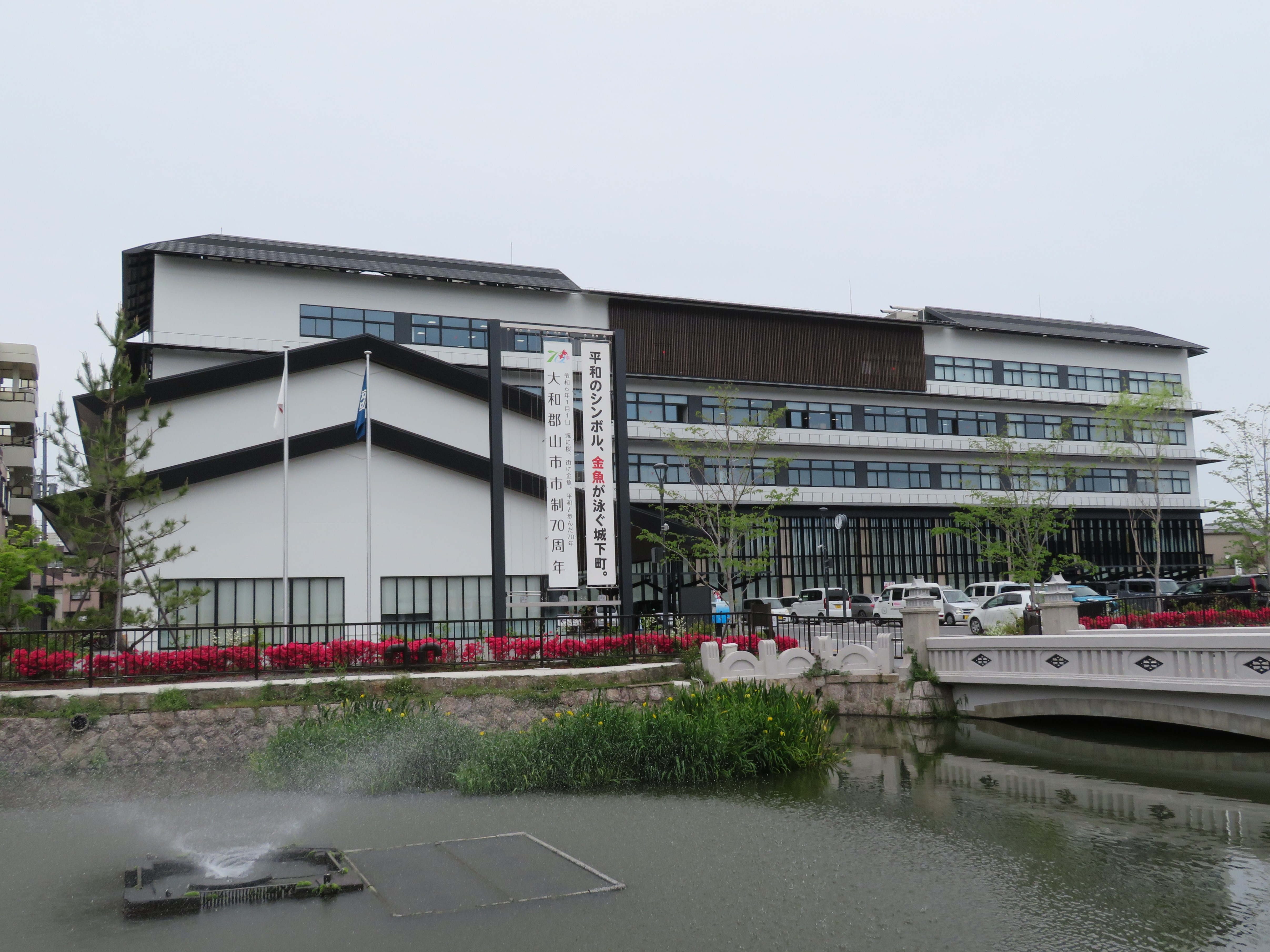
Ajuntament de Yamato-Kōriyama

### Alcaldes
- Takao Mizuta (1954-1969)
- Taiichirō Yoshida (1969-1989)
- Akira Sakaoku (1989-2001)
- Kiyoshi Ueda (2001-present)

## Demografia
| 1920   | 1930   | 1940   | 1950   | 1960   | 1970   | 1980   |
| ------ | ------ | ------ | ------ | ------ | ------ | ------ |
| 29.788 | 33.909 | 35.214 | 43.559 | 43.093 | 57.456 | 81.266 |
| 1990   | 2000   | 2010   | 2020   | 2030   | 2040   | 2050   |
| 92.949 | 94.188 | 88.792 | 84.650 | -      | -      | -      |

## Transport

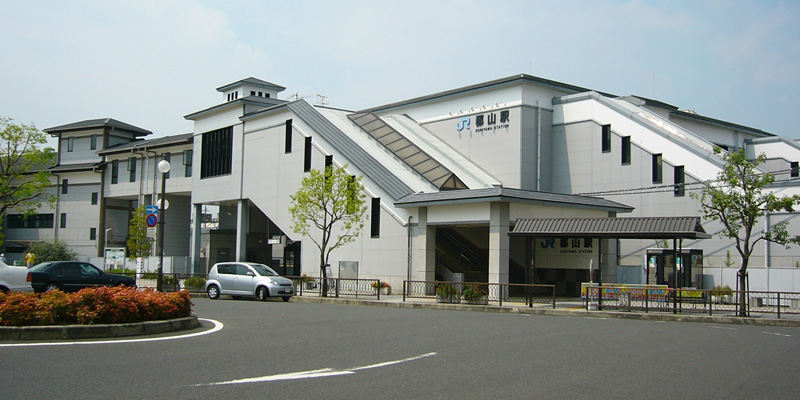
Estació de Kōriyama

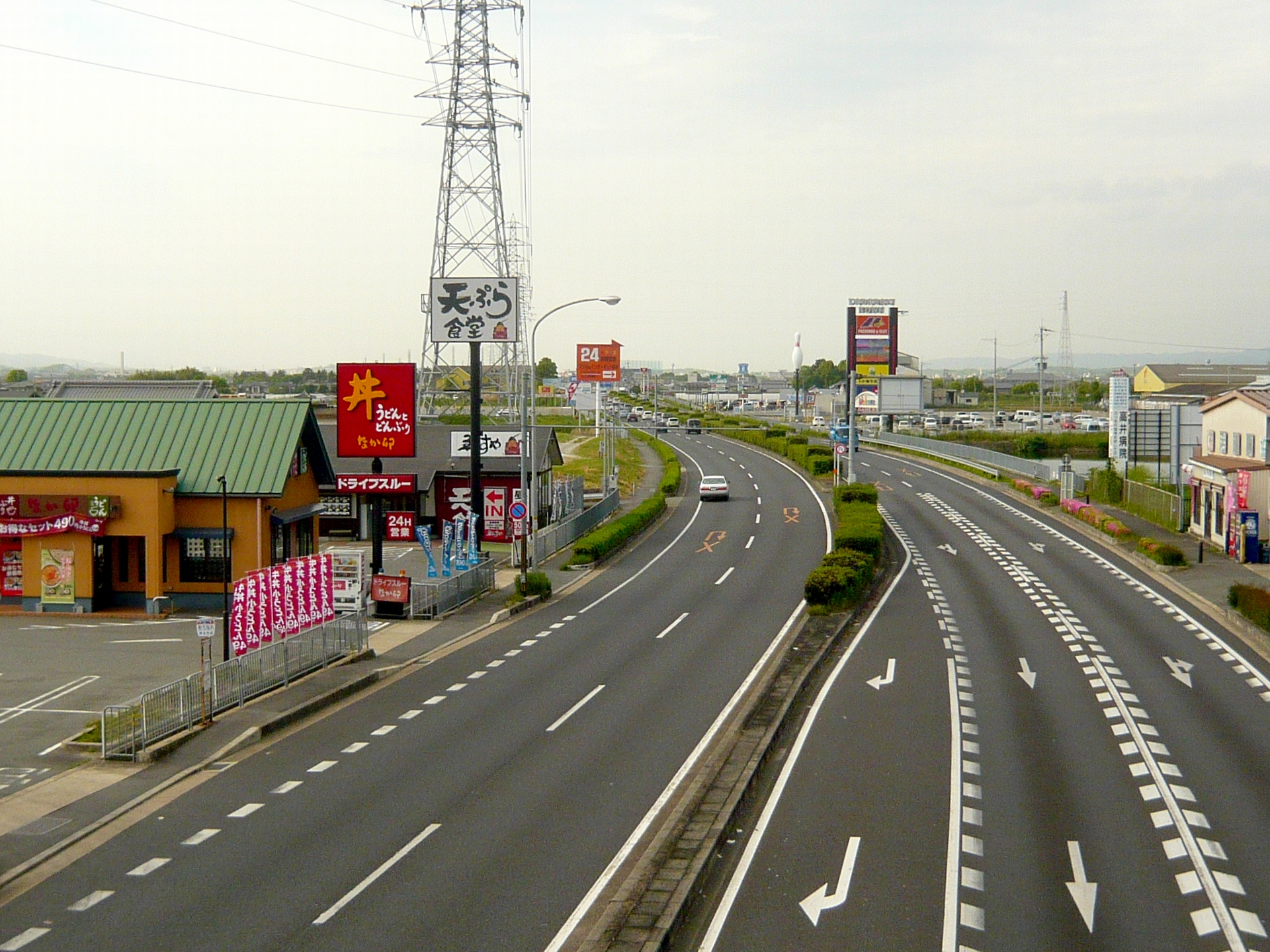
N-24 al seu pas per Kōriyama

### Ferrocarril
- Companyia de Ferrocarrils del Japó Occidental (JR West)
  - Kōriyama - Yamato-Koizumi
- Ferrocarril Kinki Nippon (Kintetsu)
  - Kujō - Kintetsu-Kōriyama - Tsutsui - Hirahata - Family-Kōenmae

### Carretera
- Autopista de Nagoya-Osaka Oest (Nishimeihan) - Autopista de Kyoto-Nara-Wakayama (Keinawa)
- N-24 - N-25 - N-308
- OS/NR-7 - NR-9 - NR-41 - NR-51 - NR-108 - NR-109 - NR-123 - NR-144 - NR-189 - NR-192 - NR-193 - NR-249 - NR-266 - KT/NR-754

## Agermanaments
- Kōfu, prefectura de Yamanashi, Japó. (22 de gener de 1992)